# Dubbelbröllop
Dubbelbröllop (engelska: Double Wedding) är en amerikansk långfilm från 1937 i regi av Richard Thorpe, med William Powell, Myrna Loy, Florence Rice och John Beal i rollerna. Filmen bygger på pjäsen Great Love av Ferenc Molnár.

## Handling
Den frisinnade filmregissören Charles Lodge (William Powell) övertygar den unga Irene (Florence Rice) att bli en filmstjärna, vilket irriterar hennes storasyster, den klart mer tillknäppta Margit Agnew (Myrna Loy). Margit är dock helt inställd på att Irene ska gifta sig med sin fästman, den lättgående Waldo Beaver (John Beal). Men Irene har tröttnat på Waldo och blir istället betagen av Charles. Charles låtsas besvara hennes känslor så han kan hålla sig nära Margit. Han lovar att sluta träffa systern om Margit låter honom måla ett porträtt av henne. Under porträttsessionen kommer Irene oväntat till Charles husvagn vilket gör Margit väldigt upprörd då hon tror Charles ljugit. Hon förstör tavlan och får honom arresterad. Charles anordnar ett bröllop, i hopp om att gifta sig med Margit men omständigheterna gör att det istället är Irene som ska stå brud. Under ceremonin erkänner till slut Margit sina sanna känslor för Charles, men Waldo har fått lite råg i ryggen och anländer för att slå ner Charles och ta tillbaks sin fästmö.

## Rollista
| William Powell      | – Charles Lodge       |
| Myrna Loy           | – Margit Agnew        |
| Florence Rice       | – Irene Agnew         |
| John Beal           | – Waldo Beaver        |
| Jessie Ralph        | – Mrs. Kensington-Bly |
| Edgar Kennedy       | – Spike               |
| Sidney Toler        | – Keough              |
| Mary Gordon         | – Mrs. Keough         |
| Barnett Parker      | – Flint               |
| Katharine Alexander | – Claire Lodge        |
| Priscilla Lawson    | – Felice              |
| Bert Roach          | – Shrank              |

## Produktion
Filmen var den sjunde som William Powell och Myrna Loy spelade in tillsammans. De hade tidigare nått stora succéer som deckarparet Nick och Nora Charles i filmserien om Den gäckande skuggan. En av orsakerna att Loy och Powell blev ihopparade igen var Loys flopp med Parnell (1937), ofta kallad Clark Gables sämsta film.
Filminspelning fick en tragisk vändning när Jean Harlow, Powells flickvän sedan tre år tillbaka, avled efter njursvikt, bara 26 år gammal. Dödsfallet lämnade både Powell och Loy förkrossade. Inspelningen sköts upp i ett flertal veckor så att Powell kunde sörja färdigt, men filmen spelades till slut in på i stort sett utsatt tid, även om varken Loy eller Powell kände att de kunnat prestera så bra som de vanligtvis kunde.

## Mottagande
Filmen blev en publikframgång. Tidningen Variety hyllade humorn och Powell och Loys samspel:
| ” | ...dialog is snappy and provides plenty of laughs. So long as these two hold the screen there is no letdown in the fun. | „ |